# Nullana deca
Nullana deca är en insektsart som beskrevs av Delong 1976. Nullana deca ingår i släktet Nullana och familjen dvärgstritar. Inga underarter finns listade i Catalogue of Life.